# Косово поле (град)
Вижте пояснителната страница за други значения на Косово поле.
Косово поле (на сръбски: Косово Поље или Kosovo Polje; на албански: Fushë Kosovë) е град в Косово. Градът се намира на 8 км югозападно от главния град на областта Прищина и е административен център на едноименната община.
Населението на Косово поле е 12 919 жители, по данни от 2011 г.
До 2003 година в Косово поле има 28 600 жители, от които 60% етнически албанци и 30% сърби. Към 2005 населението на града наброява 32 097 души, които в голямата си част са албанци.
Именно тук се състои битката между войските от балканската коалиция и османските турци на 23 юни 1389 година.